# Moraea gigandra
Moraea gigandra är en irisväxtart som beskrevs av Harriet Margaret Louisa Bolus. Moraea gigandra ingår i släktet Moraea och familjen irisväxter. Inga underarter finns listade i Catalogue of Life. Arten har hittats i Sydafrika.